# Памятники Душанбе
Памятники Душанбе — памятники монументального искусства в городе Душанбе, посвященные увековечиванию известных персоналий таджикской культуры и науки, исторических личностей, связанных с Таджикистаном.

## Коротко о душанбинских памятниках
Устоявшиеся в средние века традиции исламского общества в странах Средней Азии не позволяли развитие изобразительного и монументального искусства: исламская религия строго запрещала всякие изображения.
История установления скульптур и памятников в Таджикской ССР берёт своё начало после установления советской власти и образования Таджикской Автономной советской социалистической республики в 1924 году. Естественно, первыми скульпторами были представители русского искусства. В 1927 в Душанбе из Термеза была доставлена первая скульптура из бронзы (копия памятника В. И. Ленина возле Смольного института в г. Ленинграде). Памятник был установлен в центральном парке культуры и отдыха имени В. И. Ленина в г. Душанбе. В последующие годы на основных площадях столицы начали устанавливать другие памятники и бюсты известных персоналий таджикской культуры и науки, исторических личностей и некоторых вождей и военных советской эпохи вроде Феликса Дзержинского, Иосифа Сталина, Чеслава Путовского и других. После приобретения независимости Республики Таджикистан многие памятники лидерам советской эпохи были демонтированы. Большое внимание стало уделяться героям истории и деятелям культуры таджикского народа таким как — Исмаил Самани, Фирдоуси, Рудаки и другим.

## Перечень памятников
Памятники Душанбе:
| Наименование                                                                       | Год открытия | Расположение                                                                                           | Фото | Короткая информация |  |
| Авиценне (Абуали ибн Сино)                                                         | 1980         | на площади имени Абуали ибн Сино                                                                       |      | Памятник ученому-энциклопедисту, философу, лекарю, музыканту Востока Авиценне (Абуали ибн Сино), установлен в 1980 году к 1000-летней годовщине Авиценны. Авторы — азербайджанский скульптор Омар Гасан оглы Эльдаров и таджикские архитекторы Р. Каримов и А. Агаронов.                                       |  |
| Авиценне (Абуали ибн Сино)                                                         |              | установлен в парке Национального флага (Боги Парчами Милли)                                            |      | Памятник ученому-энциклопедисту, философу, лекарю, музыканту Востока Авиценне (Абуали ибн Сино) |  |
| Авиценне (Абуали ибн Сино) бюст                                                    |              | установлен на фасаде Национальной библиотеки Таджикистана                                              |      | Памятник ученому-энциклопедисту, философу, лекарю, музыканту Востока Авиценне (Абуали ибн Сино) |  |
| Садриддину Айни                                                                    | 1978         | на площади имени С. Айни                                                                               |      | Памятник таджикскому писателю, основоположнику таджикской советской литературы, заслуженному деятелю науки, академику и президенту АН Таджикской ССР Садриддину Айни в честь столетия со дня рождения литератора и ученого установлен в 1978 году. Автор — азербайджанский скульптор Омар Гасан оглы Эльдаров. |  |
| Садриддину Айни, бюст                                                              |              | установлен на фасаде Национальной библиотеки Таджикистана                                              |      | Памятник таджикскому писателю, основоположнику таджикской советской литературы, заслуженному деятелю науки, академику и президенту АН Таджикской ССР Садриддину Айни |  |
| Садриддину Айни, бюст                                                              | 1956         | в парке имени С. Айни                                                                                  |      | В одноименном парке в его честь воздвигнут мавзолей и бюст, автор, скульптор Е. А. Татаринова |  |
| Махатме Ганди, бюст                                                                | 2003         | установлен в одноименном сквере возле городской поликлиники № 1                                        |      | Памятник видному индийскому мыслителю Махатме Ганди установлен в одном из центральных столичных скверов в 2003 году. Памятник был подготовлен в Индии, а в оформлении сквера приняли участие таджикские архитекторы.                                                                                           |  |
| Бободжан Гафурову, бюст                                                            |              | установлен на фасаде Национальной библиотеки Таджикистана                                              |      | Бюст известному востоковеду, историку и государственному деятелю, удостоенному звания Герой Таджикистана, академику АН СССР Бободжан Гафурову. |  |
| Бободжан Гафурову, бюст                                                            |              | перед главным зданием Академии наук Республики Таджикистан                                             |      | Бюст известному востоковеду, историку и государственному деятелю, удостоенному звания Герой Таджикистана, академику АН СССР Бободжан Гафурову. |  |
| Бободжан Гафурову                                                                  |              | установлен в городском парке Лучоб на могиле                                                           |      | Памятник известному востоковеду, историку и государственному деятелю, удостоенному звания Герой Таджикистана, академику АН СССР Бободжан Гафурову. |  |
| Валериану Куйбышеву                                                                | 1937         | в начале сквера имени Куйбышева                                                                        |      | Памятник советскому партийному деятелю, революционеру В. В. Куйбышеву был установлен в 1937 году. Авторы — скульпторы Д. Д. и Н. Д. Стреляевы. |  |
| Абулкасиму Лахути                                                                  |              | установлен возле Таджиского Академического драматического театра имени А. Лахути (проспект Рудаки, 86) |      | Памятник известному таджикскому советскому литератору Абулкасиму Лахути. |  |
| С. Айни и М. Горький                                                               |              | установлен возле Дома Союза писателей Таджикистана на улице И. Самани                                  |      | Памятник известным советским литераторам С. Айни и М. Горькому. |  |
| Звёзды поэзии, панно                                                               |              | установлен на фасаде Дома Союза писателей Таджикистана на улице И. Самани                              |      | Памятник известным литераторам Востока и современности. |  |
| Рудаки                                                                             | 2007         | установлен в Парке Рудаки /«Боги устод Рудаки»                                                         |      | Памятник видному поэту ІХ-Х столетия Рудаки, основоположнику таджикско-персидской литературы, Душанбе, установлен в 2007 году. Скульптор Александр Рукавишников, художник-архитектор Сергей Шаров, художник Таджикистана Сабзали Шарипов, а также главный архитектор проекта Сироджиддин Зухуриддинов.         |  |
| Рудаки                                                                             | 1964         | на площади имени Рудаки, перед зданием Таджикского Аграрного университета                              |      | Первый пам’ятник Рудаки был установлен в 1964 году. Авторы — азербайджанский скульптор Ф. Г. Абдурахманов и архитектор М. А. Усейнов. |  |
| Рудаки                                                                             |              | установлен в парке Национального флага (Боги Парчами Милли)                                            |      | |  |
| Монумент Исмаила Самани, Мемориальный комплекс национального единства Таджикистана | 1999         | установлен на площади Дружбы/Дусти (бывшая Ленина, Свободы/Озоди)                                      |      | памятник Исмаилу Самани, эмиру из династии Саманидов, основателю первого государства таджиков. Мемориальный комплекс национального единства Таджикистана был открыт в 1999 году в честь 1100-летнего юбилея Саманидской державы.                                                                               |  |
| Исмаил Самани                                                                      |              | установлен в парке Национального флага (Боги Парчами Милли)                                            |      | памятник Исмаилу Самани, эмиру из династии Саманидов, основателю первого государства таджиков. |  |
| Мирзо Турсунзаде, бюст                                                             |              | установлен перед зданием Таджикского государственного института искусств имени Мирзо Турсун-заде       |      | Памятник известному таджикскому советскому литератору, удостоенному звания Герой Таджикистана, народному поэту Таджикистана Мирзо Турсунзаде |  |
| Мирзо Турсунзаде, бюст                                                             |              | установлен в городском парке Лучоб в мавзолее поэта                                                    |      | Памятник известному таджикскому советскому литератору, удостоенному звания Герой Таджикистана, народному поэту Таджикистана Мирзо Турсунзаде |  |
| Мирзо Турсунзаде, бюст                                                             |              | установлен на фасаде Национальной библиотеки Таджикистана                                              |      | Памятник известному таджикскому советскому литератору, удостоенному звания Герой Таджикистана, народному поэту Таджикистана Мирзо Турсунзаде |  |
| Фирдоуси                                                                           |              | установлен в Парке Дружбы народов возле рынка Саховат (Душанбе)                                        |      | Памятник видному поэту Х-ХІ столетия, автору поэмы «Шахнаме» |  |
| Омар Хайям                                                                         |              | установлен в сквере возле гостиницы «Авеста»                                                           |      | Памятник видному поэту, философу, математику, астроному, астрологу ХІ-ХІІ столетия |  |
| В честь Победы, монумент                                                           | 1968         | установлен на площади Победы                                                                           |      | Монумент Победы (в честь Победы Советского Союза в Великой Отечественной войне 1941—1945 гг.) был сооружен в 1968 году. Авторы — скульптор Г. Чередниченко и архитектор Г. Соломинов. |  |
| Александру Мироненко                                                               |              | установлен в в сквере имени Мироненко                                                                  |      | Памятник герою-«афганцу» (участнику Афганской войны) Александру Мироненко, Герою Советского Союза,. |  |
| Восе                                                                               |              | установлен в парке Национального флага (Боги Парчами Милли)                                            |      | Памятник крестьянину Восе, организовавшему восстание против политики бухарских чиновников (Восстание Восе) |  |
| Абу Муслим                                                                         |              | установлен в парке Национального флага (Боги Парчами Милли)                                            |      | Глава аббасидского движения в Хорасане. Антиомейядское восстание свергло с престола Арабского халифата Омейядов и привело к власти Аббасидов. |  |
| Виштопс                                                                            |              | установлен в парке Национального флага (Боги Парчами Милли)                                            |      | Полулегендарный царь, современник и покровитель Заратуштры. |  |
| Гийас ад-Дин Мухаммад                                                              |              | установлен в парке Национального флага (Боги Парчами Милли)                                            |      | Правитель гуридского султаната из династии гуридов |  |
| Махмуд Тараби                                                                      |              | установлен в парке Национального флага (Боги Парчами Милли)                                            |      | Руководитель народного восстания в Бухаре против садров в 1238 году («движения Махмуда Тараби»). |  |
| Якуб ибн Лейс                                                                      |              | установлен в парке Национального флага (Боги Парчами Милли)                                            |      | Основатель династии Саффаридов; добился независимости от Тахиридов и стал первым правителем государства в Систане |  |
| Кир II Великий                                                                     |              | установлен в парке Национального флага (Боги Парчами Милли)                                            |      | Персидский царь из династии Ахеменидов, правивший в 559—530 годах до н. э. |  |
| Канишка                                                                            |              | установлен в парке Национального флага (Боги Парчами Милли)                                            |      | Наиболее известный царь Кушана, правивший в начале II века н. э. |  |
| Хушнаваз                                                                           |              | установлен в парке Национального флага (Боги Парчами Милли)                                            |      | |  |
| Навои и Джами                                                                      |              | установлен в сквере Навои                                                                              |      | Памятник установлен в сквере Алишера Навои в центре города. В образе памятника Навои беседует о чем-то с Джами |  |
| Валерий Чкалов                                                                     |              | установлен в парке культуры и отдыха района Шохмансур (Парк ЖД)                                        |      | Памятник советскому лётчику-испытателю, комбригу (1938), Герою Советского Союза (1936). |  |
| Сергей Киров                                                                       |              | установлен в парке культуры и отдыха района Шохмансур (Парк ЖД)                                        |      | Памятник русскому революционеру, советскому государственному и политическому деятелю. |  |
| Кемаль Бехзад                                                                      |              | установлен в парке Кира II Великого за театром оперы                                                   |      | Памятник персидскому художнику-миниатюристу. |  |
| Малика Сабирова                                                                    |              | установлен в парке Кира II Великого за театром оперы                                                   |      | Памятник советской таджикской балерине. |  |
| Рабиндранат Тагор                                                                  |              | установлен в сквере Хафиза Шерози                                                                      |      | Памятник индийский писателю, поэту, композитору, художнику, общественному деятелю. |  |